# Cammi Granato
Catherine Michelle „Cammi“ Granato (* 25. März 1971 in Downers Grove, Illinois) ist eine ehemalige US-amerikanische Eishockeyspielerin und derzeitige -funktionärin italienischer Abstammung, die als Kapitänin der US-Nationalmannschaft zahlreiche Medaillen bei Weltmeisterschaften und Olympischen Winterspielen gewonnen hat. Sie ist zusammen mit Angela James die erste Frau, die im November 2010 in die Hockey Hall of Fame aufgenommen wurde. Ihre Brüder Tony und Don Granato waren bzw. sind ebenfalls Eishockeyspieler und -trainer.

## Karriere

### Anfänge in Downers Grove
Cammi Granato wurde in Downers Grove, Illinois, etwa 30 km westlich von Chicago, geboren. Sie hat insgesamt vier Brüder und eine Schwester, wobei alle ihre Brüder in ihrer Kindheit Eishockey spielten. Cammi, das jüngste Geschwisterkind der Familie, entschied sich ebenfalls für diesen Sport. Ihre Brüder versuchten sie zunächst zu überreden, Torhüterin zu werden, doch Cammi wollte – so wie ihre Brüder – selbst Tore erzielen. Im Alter von fünf Jahren meldeten ihre Eltern Cammi beim lokalen Eishockeyclub an, nachdem sie zuvor Eislaufunterricht genommen hatte. In den folgenden Jahren entwickelte sie sich zu einem der besten Nachwuchstalente der Region, wobei sie bis zu ihrem 16. Lebensjahr ausschließlich in Jungenmannschaften aktiv war. Ihr Traum war damals, „eines Tages für die Chicago Blackhawks in der National Hockey League zu spielen“.
In den letzten beiden Jahren ihrer Highschool-Zeit hörte Granato vorübergehend mit dem Eishockeysport auf, da Körperkontakt ab diesem Zeitpunkt für männliche Eishockeyspieler erlaubt war, sie sich als Zielscheibe solcher Attacken fühlte und sich vor daraus folgenden Verletzungen fürchtete. In diesen zwei Jahren spielte sie stattdessen Basketball, Fußball, Handball, Tennis und Baseball.

### College-Eishockey
1989 bekam Granato vom Providence College, welches als eine der wenigen Universitäten im Lande Fraueneishockey betrieb, ein Stipendium. Sie studierte in der Folge Sozialwissenschaften und spielte für das Eishockeyteam des College, die Providence Friars, in der ECAC, einer Collegeliga der NCAA. Sie etablierte sich schnell in dieser neuen Umgebung und wurde in ihrem ersten Jahr am College als ECAC Rookie des Jahres ausgezeichnet. Als Assistenzkapitänin der Friars führte sie ihr Team 1992 und 1993 zum Meistertitel. Zudem wurde sie zwischen 1991 und 1993 dreimal in Folge als ECAC Spieler des Jahres ausgezeichnet. In insgesamt 93 ECAC-Spielen für Providence erzielte sie 135 Tore und 110 Assists. Sie beendete ihr Studium 1993 mit einem Abschluss in Sozialwissenschaften.
Nach ihrem Studienabschluss durfte sie nicht mehr in der NCAA spielen und entschied sich daher 1994 für einen Wechsel nach Kanada, um an der Concordia University den Master in Sportmanagement abzulegen. Parallel spielte sie für das Eishockeyteam der Universität, die Concordia Stingers in der Quebec-Conference (QSSF) der CIS. Mit den Stingers gewann sie dreimal in Folge die Meisterschaft der Conference und sammelte in insgesamt 125 Spielen 179 Tore und 151 Assists. Zudem wurde sie 1996 als Wertvollste Spielerin ausgezeichnet sowie 1996 und 1997 ins All-Star-Team der Conference berufen.
Im Juni 1997 erhielt sie von Mike Milbury, dem damaligen Manager der New York Islanders, eine Einladung für das Trainingslager der Islanders, doch Granato lehnte letztlich ab.

### NWHL
Granato spielte zwischen 2001 und 2003 für die Vancouver Griffins in der National Women’s Hockey League (NWHL) und führte das Team im zweiten Spieljahr als Kapitänin aufs Eis. In der Saison 2004/05 und zu Beginn der Saison 2005/06 war sie für die British Columbia Breakers (B.C. Breakers) in der Western Women’s Hockey League aktiv, ehe sie an der Olympiavorbereitung mit der Nationalmannschaft teilnahm.

### International
Cammi Granato gehörte zur ersten Generation US-amerikanischer Frauen, die ihr Land bei internationalen Eishockeyturnieren vertrat. Im Laufe ihrer Karriere absolvierte sie insgesamt neun Weltmeisterschaften, zwei Olympische Winterspiele, zwei Pazifik-Meisterschaften sowie eine Vielzahl weiterer Turniere für Nationalmannschaften. Dabei gewann sie jeweils eine olympische Gold- und Silbermedaille sowie 8 Silber- und eine Goldmedaille bei Weltmeisterschaften.
Bei den Olympischen Winterspielen 1998, dem ersten olympischen Eishockeyturnier der Frauen, führte sie das Team USA als Kapitän aufs Eis und gewann die Goldmedaille. Im Laufe des Turniers erzielte Granato das erste Tor für das Frauen-Team der USA bei Olympischen Spielen.
Kurz vor den Olympischen Winterspielen 2006 wurde Granato aus dem US-Kader gestrichen und beendete daraufhin ihre Nationalmannschaftskarriere.

### Nach dem Karriereende
Nach Beendigung ihres Studiums war Granato vorübergehend Kommentatorin der NHL-Spiele der Los Angeles Kings. Nach dem Ende ihrer aktiven Karriere knüpfte sie an diese Tätigkeit an und arbeitete als Sportjournalistin für die NHL-Übertragungen von NBC. Bei den Olympischen Winterspielen 2010 kommentierte sie die Spiele des Eishockeyturniers der Frauen für NBC.
Sie ist zudem Gründerin der Stiftung Golden Dreams for Children, die sich um benachteiligte Kinder kümmert, führt jährlich ein Trainingslager für Mädchen in Chicago durch und ist Mitbesitzerin von BelaHockey, einer Firma, die Eishockeyartikel für Mädchen und Frauen herstellt.
2007 erhielt sie den Lester Patrick Trophy für ihre Verdienste um den Eishockeysport in den Vereinigten Staaten. Im Mai 2008 wurde sie zusammen mit Geraldine Heaney und Angela James als erste Frauen in die IIHF Hall of Fame aufgenommen. Wenige Monate später wurde Granato zudem als erste Frau in die United States Hockey Hall of Fame aufgenommen.
Am 8. November 2010 wurde Granato schließlich zusammen mit Angela James als erste Frauen in die Hockey Hall of Fame aufgenommen.
Im Jahr 2019 gaben die neu gegründeten Seattle Kraken bekannt, Granato als Scout verpflichtet zu haben. Dort war sie bis in die Saison 2021/22 tätig, ehe sie Mitte Februar 2022 als Assistenz-General-Managerin der Vancouver Canucks vorgestellt wurde.

## Erfolge und Auszeichnungen
- 1996 USA Hockey Women’s Player of the Year Award (Bob Allen Women’s Player of the Year Award)[10]
- 2006 Aufnahme in die National Italian American Sports Hall of Fame
- 2007 Lester Patrick Trophy
- 2008 Aufnahme in die IIHF Hall of Fame
- 2008 Aufnahme in die United States Hockey Hall of Fame
- 2010 Aufnahme in die Hockey Hall of Fame

### College
| - 1991 ECAC Rookie of the Year - 1991 ECAC Player of the Year - 1992 Gewinn der ECAC-Meisterschaft mit den Providence Friars - 1992 ECAC Player of the Year - 1993 Gewinn der ECAC-Meisterschaft mit den Providence Friars - 1993 ECAC Player of the Year | - 1995 Gewinn der QSSF-Conference mit den Concordia Stingers - 1996 Gewinn der QSSF-Conference mit den Concordia Stingers - 1996 Wertvollste Spielerin der QSSF - 1996 All-Star-Team der QSSF - 1997 Gewinn der QSSF-Conference mit den Concordia Stingers - 1996 All-Star-Team der QSSF |

### International
| - 1990 Silbermedaille bei der Weltmeisterschaft - 1992 Silbermedaille bei der Weltmeisterschaft - 1992 All-Star-Team der Weltmeisterschaft - 1992 Beste Torschützin der Weltmeisterschaft - 1992 Beste Scorerin der Weltmeisterschaft (gemeinsam mit Danielle Goyette) - 1994 Silbermedaille bei der Weltmeisterschaft - 1995 Silbermedaille bei der Eishockeymeisterschaft des Pazifiks - 1996 Bester Stürmerin der Eishockeymeisterschaft des Pazifiks - 1997 Silbermedaille bei der Weltmeisterschaft - 1997 All-Star-Team der Weltmeisterschaft - 1997 Beste Torschützin der Weltmeisterschaft (gemeinsam mit Riikka Nieminen) | - 1998 Goldmedaille bei den Olympischen Winterspielen - 1999 Silbermedaille bei der Weltmeisterschaft - 2000 Silbermedaille bei der Weltmeisterschaft - 2001 Silbermedaille bei der Weltmeisterschaft - 2001 Beste Scorerin der Weltmeisterschaft - 2002 Silbermedaille bei den Olympischen Winterspielen - 2004 Silbermedaille bei der Weltmeisterschaft - 2005 Goldmedaille bei der Weltmeisterschaft |

## Privates
Granato lebt heute in Vancouver mit ihrem Ehemann Ray Ferraro, der ebenfalls Eishockeyspieler war.